# 朱立秋
朱立秋（1967年11月—），吉林永吉人，汉族，中华人民共和国政治人物、第十二届全国人民代表大会河北地区代表。
毕业于美国圣路易斯大学，担任河北鹏远企业集团董事长。2013年，被选为全国人大代表。